# 45×90

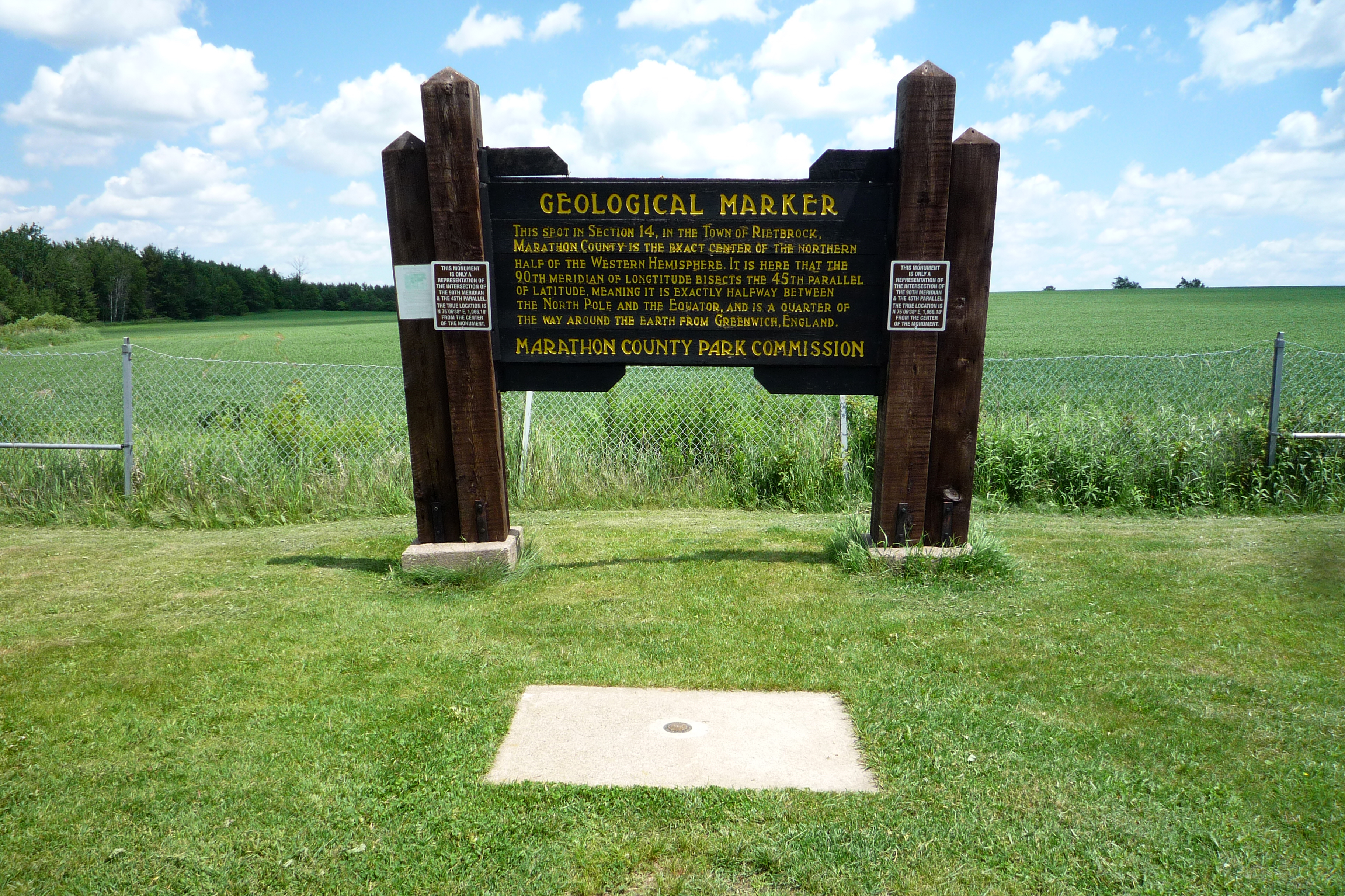
A 45×90 pont helyének jelzése Wisconsin államban

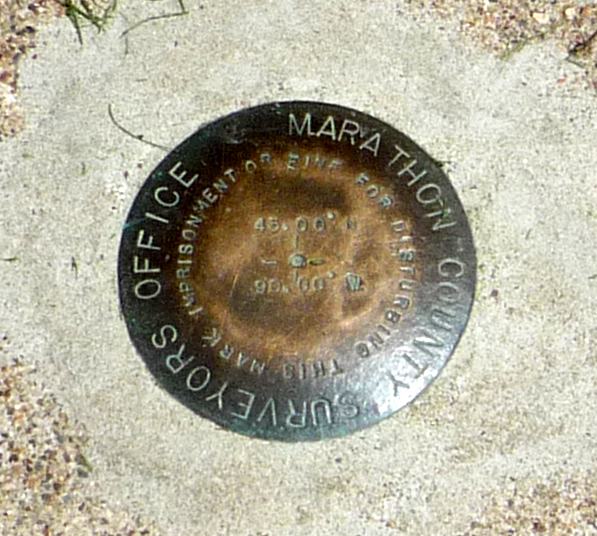
A jelzés közelebbről

A 45×90 jelzéssel, névvel ellátott pontok közös jellemzője, hogy (saját féltekéjükön) egyforma távolságra vannak az Északi- vagy a Déli-sarktól, az egyenlítőtől, a greenwichi délkörtől és a 180. hosszúsági foktól. A Földön 4 ilyen pont található, kettő az északi és kettő a déli féltekén.
A legismertebb és leglátogatottabb az USA területén található, a pont a é. sz. 45° 00′ 00″, ny. h. 90° 00′ 00″45.000000°N 90.000000°W koordinátákon, a Wisconsin állambeli Rietbrock városban található, Poniatowski mellett. A jelzést a Marathon megyei Marathon Megye Park Bizottság helyezte ki. A valós 45×90-es pont a jelölttől mintegy 324 méterre található, a jelzés azért nem ott van, hogy közelebb legyen az úthoz.
A hely akkor tett szert ismertségre, amikor Poniatowskiban 45×90 feliratú pólókat kezdtek árulni, és regisztrálták a látogatókat a 45×90 Klubba.
2006 óta a Wausau/Central Wisconsin Convention & Visitors Bureau a hivatalos tulajdonosa a 45×90 Klub regisztrációs adatainak. Az új tagok számára az iroda érmét bocsátott ki, és weblapot is üzemeltet.
A többi három hasonló pont közül mindössze egy található szárazföldön, északnyugat-Kínában, a Hszincsiang-Ujgur Autonóm Területen, közel a mongol határhoz, körülbelül 240 kilométerre Urumcsitől északkeletre. A pontnak két ismert látogatója van: egy Ru Rong Zhao nevű kínai taxisofőr Qitai városból, valamint egy Greg Michaels nevű amerikai. 2004. április 13-án látogatták meg a pontot, és ottjártukat a Degree Confluence Projectben dokumentálták is. A déli félteke 45×90-es pontjai az Indiai-óceánon és a Csendes-óceánon találhatók.

## Fordítás
Ez a szócikk részben vagy egészben  a(z)   45X90 points című angol Wikipédia-szócikk ezen változatának fordításán alapul.  Az eredeti cikk szerkesztőit annak laptörténete sorolja fel. Ez a jelzés csupán a megfogalmazás eredetét és a szerzői jogokat jelzi, nem szolgál a cikkben szereplő információk forrásmegjelöléseként.